# Dreghorn
Dreghorn är en ort i Storbritannien.   Den ligger i kommunen North Ayrshire och riksdelen Skottland, i den centrala delen av landet, 500 km nordväst om huvudstaden London. Dreghorn ligger 11 meter över havet och antalet invånare är 4 191.
Terrängen runt Dreghorn är platt. Havet är nära Dreghorn åt sydväst. Runt Dreghorn är det ganska tätbefolkat, med 78 invånare per kvadratkilometer. Närmaste större samhälle är Irvine, 3,2 km nordväst om Dreghorn. Trakten runt Dreghorn består i huvudsak av gräsmarker.